# East Asian Football Federation
East Asian Football Federation (japanska: 東アジアサッカー連盟, kinesiska: 東亞足球協會, koreanska: 동아시아 축구 연맹), även känt som EAFF, är östasiens fotbollsförbund och grundades den 28 maj 2002 och är ett av AFC:s fem regionala fotbollsförbund. EAFF är det näst yngsta regionala förbundet i Asien (bara CAFA, centralasiens förbund är yngre).

## Medlemmar
- Kina
- Kinesiska Taipei
- Guam
- Hongkong
- Japan
- Macao
- Mongoliet
- Nordkorea
- Nordmarianerna
- Sydkorea

## Turneringar
EAFF anordnar ett par regionala turneringar
- Östasiatiska mästerskapet i fotboll
- Östasiatiska mästerskapet i fotboll för damer
- Östasiatiska mästerskapet i futsal
- Östasiatiska spelen
- Östasiatiska spelen för ungdomar